# محمد الكيلاني (مغني)
محمد الكيلاني (مواليد 6 يونيو 1985 -) هو مغني، وممثل مصري ظهره لأول مرة في كليب «أكيد في مصر» سنة 2005م. وفي يناير 2011 أصدر ألبوم «مفيهوش غلطة». شارك في عدة مسلسلات منها: مريم (2015)، ونوس (2016)، مسلسل فلانتينو مع عادل إمام (2020).

## وصلات خارجية
- محمد الكيلاني على موقع IMDb (الإنجليزية)
- محمد الكيلاني على موقع الدهليز
- محمد الكيلاني على موقع قاعدة بيانات الأفلام العربية
- محمد الكيلاني على موقع قاعدة بيانات الفيلم (الإنجليزية)